# Morti nel 1634
| Questa pagina contiene informazioni ricavate automaticamente dalle voci biografiche con l'ausilio del template Bio e di un bot. L'aggiornamento è periodico e automatico e ricostruisce completamente la pagina. Se manca una persona in questa lista, sei pregato di non aggiungerla, ma accertati piuttosto che la sua voce biografica contenga il template Bio e che i dati anagrafici siano correttamente compilati. Se il template Bio manca, inseriscilo tu stesso o, in alternativa, metti l'avviso {{tmp\|Bio}} che ne segnala la mancanza. Se i dati riportati sono sbagliati, correggi direttamente la voce biografica; le modifiche saranno visibili in questa lista entro pochi giorni. Per chiarimenti vedi il progetto biografie. La lista contiene solo le 86 persone che sono citate nell'enciclopedia e per le quali è stato implementato correttamente il template Bio. Pagina aggiornata al 19 set 2024. |

## Gennaio(2)
- 3 gennaio - Lodovico Scapinelli, filologo e poeta italiano (n. 1585)
- 12 gennaio - Gómez Suárez de Figueroa y Córdoba, generale e diplomatico spagnolo (n. 1587)

## Febbraio(2)
- 23 febbraio - Ippolito Buzio, scultore italiano (n. 1562)
- 25 febbraio - Albrecht von Wallenstein, generale e politico tedesco (n. 1583)

## Marzo(2)
- 19 marzo - Eleonora degli Albizi, nobildonna italiana (n. 1543)
- 23 marzo - Elizabeth Finch, I contessa di Winchilsea, nobildonna inglese (n. 1556)

## Aprile(3)
- 2 aprile - Virginia Galilei, religiosa italiana (n. 1600)
- 8 aprile - Giovanni Srofenaur, trombettista italiano (n. 1580)
- 28 aprile - Michail Borisovič Šein, generale russo

## Maggio(4)
- 2 maggio - Benedetto Bandiera, pittore italiano
- 9 maggio - Jacob Duwall, generale svedese (n. 1589)
- 12 maggio - George Chapman, drammaturgo, traduttore e poeta inglese (n. 1559)
- 15 maggio - Hendrick Avercamp, pittore olandese (n. 1585)

## Giugno(3)
- 4 giugno - Luca Antonio Virili, cardinale italiano (n. 1569)
- 6 giugno - Giorgio Gustavo del Palatinato-Veldenz, nobile tedesco (n. 1564)
- 25 giugno - John Marston, poeta, drammaturgo e scrittore inglese (n. 1576)

## Luglio(3)
- 8 luglio - Giulio Cesare Capaccio, teologo, storico e poeta italiano (n. 1550)
- 22 luglio - Johann von Aldringen, generale (n. 1588)
- 25 luglio - Francesco di Cosimo de' Medici, militare italiano (n. 1614)

## Agosto(7)
- 2 agosto - Cosimo della Gherardesca, vescovo cattolico italiano (n. 1567)
- 7 agosto - Gregorio Naro, cardinale e vescovo cattolico italiano (n. 1581)
- 9 agosto - Pieter de Jode il Vecchio, incisore, editore e pittore fiammingo (n. 1570)
- 11 agosto - Federico Ulrico di Brunswick-Lüneburg, nobile (n. 1591)
- 18 agosto - Urbain Grandier, presbitero francese (n. 1590)
- 23 agosto - Abaza Mehmed Pascià, politico e militare ottomano (n. 1576)
- 28 agosto - Mariano Valguarnera, oratore, filologo e storico italiano (n. 1564)

## Settembre(4)
- 3 settembre - Edward Coke, politico e giurista inglese (n. 1552)
- 3 settembre - Giovanni Federico di Holstein-Gottorp, arcivescovo luterano tedesco (n. 1579)
- 6 settembre - Federico II di Brandeburgo-Ansbach, nobile tedesco (n. 1616)
- 26 settembre - Dorotea di Anhalt-Zerbst, nobile (n. 1607)

## Ottobre(5)
- 8 ottobre - Francesco Giulio di Sassonia-Lauenburg, nobile tedesco (n. 1584)
- 15 ottobre - Maddalena di Nagasaki, religiosa giapponese (n. 1611)
- 18 ottobre - Giovanni Ulrico di Eggenberg, nobile e politico (n. 1568)
- 19 ottobre - Agnese di Gesù, religiosa francese (n. 1602)
- 31 ottobre - Erasmus Widmann, organista e compositore tedesco (n. 1572)

## Novembre(9)
- 11 novembre - Marina di Omura, religiosa giapponese
- 14 novembre - Sofia di Holstein-Gottorp, duchessa (n. 1569)
- 15 novembre - Johann Staden, organista e compositore tedesco (n. 1581)
- 17 novembre - Giacinto Giordano Ansalone, religioso italiano (n. 1598)
- 18 novembre - Carlo Felice Malatesta, condottiero italiano (n. 1567)
- 19 novembre - Alessandro Carlo Vasa, principe svedese (n. 1614)
- 23 novembre - Wenceslas Cobergher, pittore, incisore e architetto fiammingo
- 29 novembre - Girolamo Dandini, gesuita, teologo e diplomatico italiano (n. 1554)
- 29 novembre - Henry Stanhope, lord Stanhope, nobile e politico inglese (n. 1606)

## Dicembre(8)
- 8 dicembre - Giacomo Mascardi, tipografo italiano (n. 1567)
- 11 dicembre - Fadrique Álvarez de Toledo Osorio, militare e politico spagnolo (n. 1580)
- 15 dicembre - Eugenio Caxés, pittore spagnolo
- 16 dicembre - George Hay, I conte di Kinnoull, nobile e politico scozzese (n. 1570)
- 17 dicembre - Youhanna Makhlouf El Douaihy, arcivescovo cattolico libanese
- 22 dicembre - Matthäus Rader, gesuita, umanista e filologo tedesco (n. 1561)
- 25 dicembre - Lettice Knollys, nobildonna inglese (n. 1543)
- 29 dicembre - Giovanni Alberto Vasa, cardinale e vescovo cattolico polacco (n. 1612)

## Senza giorno specificato(34)
- Turlupin, attore teatrale francese (n. 1583)
- António de Andrade, missionario portoghese (n. 1580)
- Hernando Arias de Saavedra, militare e politico spagnolo (n. 1561)
- Camillo Baldi, letterato italiano (n. 1547)
- Adriano Banchieri, musicista, compositore e poeta italiano (n. 1568)
- Desiderio Bonfini, intagliatore italiano (n. 1576)
- Thomas Button, ammiraglio e esploratore britannico
- Tommaso Contin, scultore e architetto svizzero (n. 1570)
- Giovanni Battista Cortesi, medico italiano
- Randle Cotgrave, lessicografo inglese
- Flaminio Del Turco, architetto e scultore italiano
- Antonio Ferrer, avvocato e diplomatico spagnolo (n. 1564)
- Ludovico Giamagna, vescovo cattolico italiano (n. 1594)
- Gros-Guillaume, attore teatrale francese
- Kabayama Hisataka, militare giapponese (n. 1560)
- Diego Jiménez de Enciso, poeta e drammaturgo spagnolo (n. 1585)
- Robert Johnson, compositore inglese
- Johann Matthias Kager, pittore tedesco
- George Kirbye, compositore inglese
- Hans Krumpper, scultore, stuccatore e architetto tedesco
- Simão Machado, poeta portoghese (n. 1570)
- Simone Molinaro, compositore e editore italiano (n. 1565)
- Johannes Moreelse, pittore olandese (n. 1603)
- Mori Tadamasa, militare giapponese (n. 1570)
- Georg Petel, scultore tedesco
- Ligdan Khan, condottiero e sovrano mongolo (n. 1588)
- Cornelis Danckerts de Rij, architetto e scultore olandese (n. 1561)
- Sigismondo Scaccia, giurista italiano (n. 1564)
- Franz Schmidt, boia tedesco (n. 1555)
- Smeraldo Smeraldi, ingegnere e cartografo italiano (n. 1553)
- Gio Battista Spoletini, giurista italiano (n. 1557)
- Celso Tolomei, nobile italiano (n. 1572)
- Wen Shu, pittrice cinese
- Melchiorre Zoppio, filosofo e drammaturgo italiano (n. 1554)